# Germany’s Next Topmodel/Staffel 11
Die elfte Staffel der deutschen Castingshow Germany’s Next Topmodel wurde zwischen dem 4. Februar und 12. Mai 2016 auf dem Privatsender ProSieben ausgestrahlt. Das Finale fand in der Stierkampfarena Colisseu Balear auf Mallorca statt. Als Siegerin wurde Kim Hnizdo gekürt, Zweite wurde Elena Carrière vor Fata Hasanovic, Jasmin Lekudere und Taynara Joy Silva Wolf.

## Überblick
Es wurden über 2000 Bewerberinnen gecastet und 50 davon für die in Berlin gedrehte Auftaktsendung am 4. Februar 2016 ausgewählt. In einem „Express Yourself“-Walk liefen die Aspirantinnen vor den Juroren Heidi Klum, Thomas Hayo und dem neu hinzugekommenen Michael Michalsky in einem selbstgewählten Outfit, das ihre Persönlichkeit hervorheben sollte. 30 von ihnen wurden in die nächste Runde befördert und durften auf einer Modenschau vor Publikum Abendkleider des Neujurors präsentieren. Während des anschließenden Catwalks vor der Jury wurden von Hayo und Michalsky 24 Teilnehmerinnen für ihre neugeschaffenen Teams ausgesucht. Als Neuregelung drückte jeder der beiden Juroren einen Buzzer, sobald eine Kandidatin auflief, die ihm für sein Team gefiel. Hatten beide gedrückt, teilte Klum die Kandidatin zu. Zum zweiten Mal wurde eine Endrundenteilnehmerin aus einer früheren Staffel für einen weiteren Wettbewerb berücksichtigt. Die beiden Juroren neben Klum coachten fortan nurmehr ihr eigenes Team, um in Konkurrenz zueinander möglichst viele Schützlinge ins Finale zu bringen. Die Teams wohnten in unterschiedlichen Unterkünften und wurden durch die Coaches unterschiedlich trainiert. Challenges und Entscheidung absolvierten alle Aspirantinnen nach wie vor eigenständig.
Nachdem die beiden Teams auf und in unterschiedlichen Kanarischen Inseln und europäischen Metropolen Station machten, reisten sie in der dritten Folge nach Los Angeles. Die Episoden 7 bis 9 wurden in Australien gedreht. Zum ersten Mal schickte die Jury fünf Aspirantinnen ins Finale. Es fand am 12. Mai 2016 erstmals außerhalb Deutschlands in der Plaça de toros de Palma, der Stierkampfarena von Palma, statt. Karten wurden nur für ein Viertel der Plätze angeboten. Als Künstler waren dieses Mal will.i.am mit Pia Mia, Nick Jonas und Jay Sean mit Sean Paul dabei. Als Gewinnerin wurde die damals 19-jährige Kim Hnizdo gewählt. Sie erhielt einen Vertrag mit der Modelagentur ONEeins, einen Opel Adam sowie ein Preisgeld von 100.000 Euro. Eine Liaison mit dem Model Alexander Keen wurde während der Show beendet. 2017 hatte Hnizdo einen Gastauftritt in der Serie jerks., bei dem sie sich selbst spielte. Sie war ebenfalls beim Finale von Germany’s Next Topmodel 2017 und bei Promi Shopping Queen zu sehen.
Über ihr Leben als Model in New York berichtete taff Anfang 2018 in einem Wochenformat von der sechstplatzierten Lara Helmer.

Finalistinnen
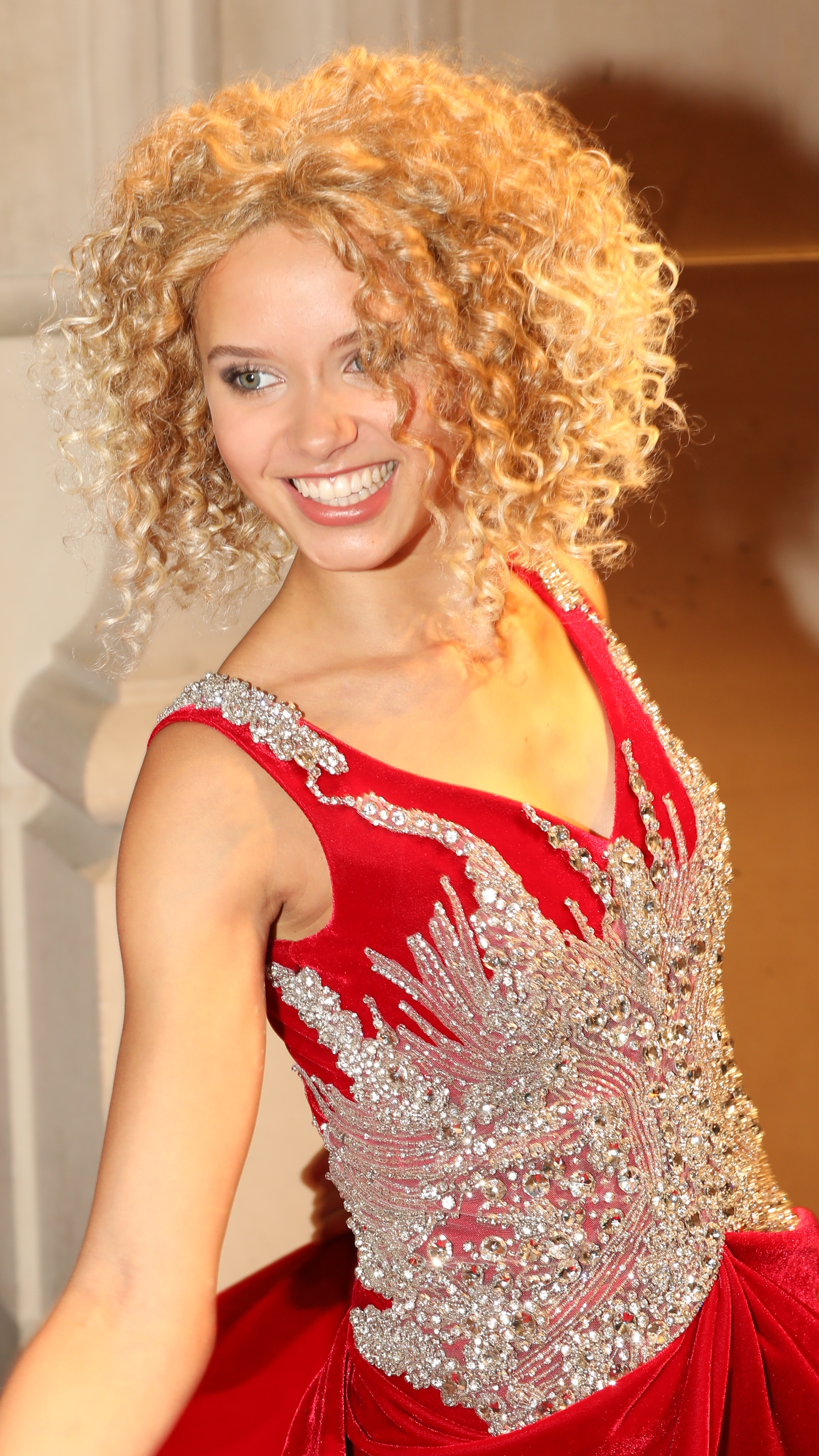
Taynara Joy Silva Wolf 2017
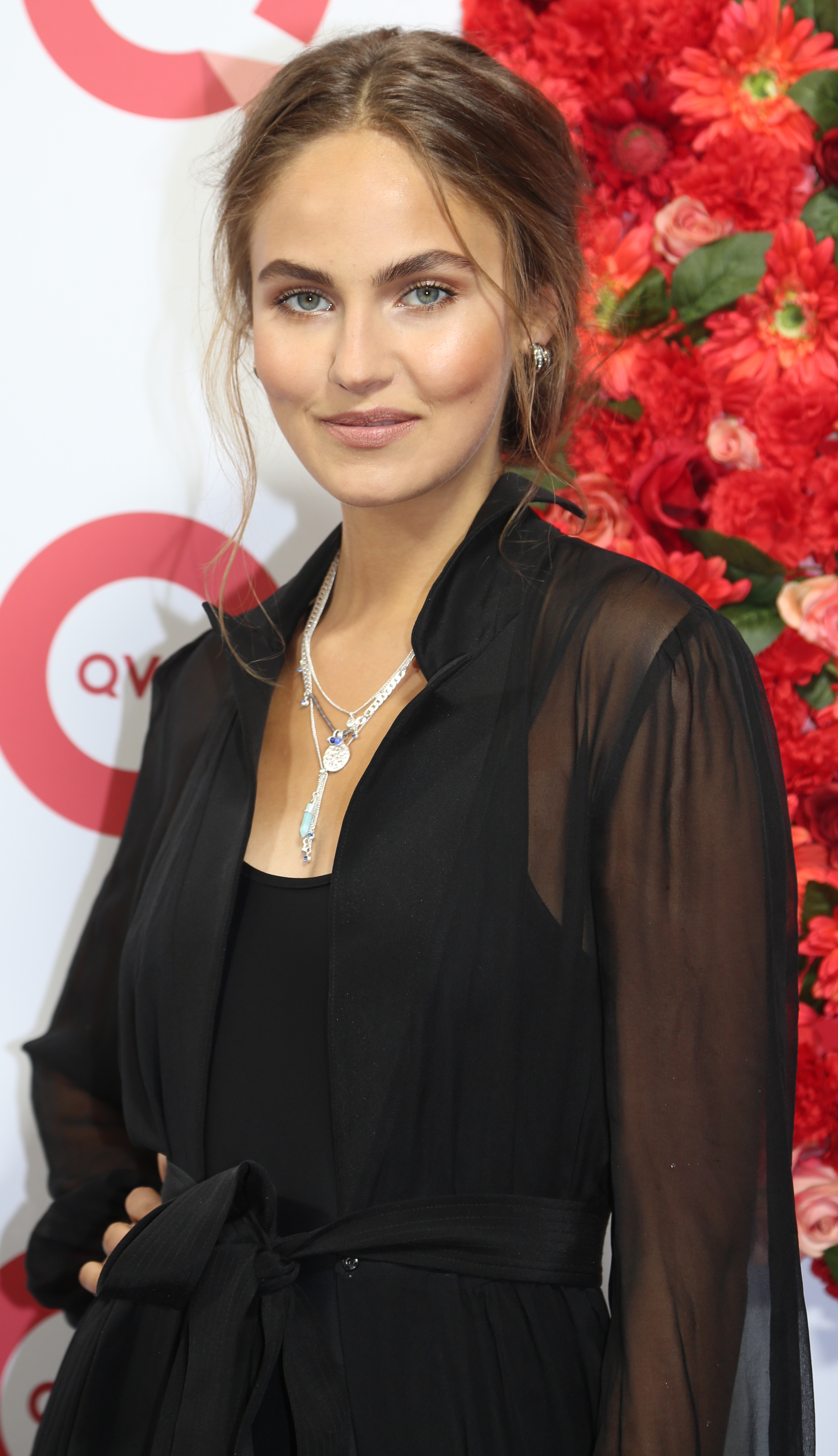
Elena Carrière 2017

| Folge  | Modeljob für           | Kurzbeschreibung                          |
| ------ | ---------------------- | ----------------------------------------- |
| 3      | Julia                  | Maria Escotè                              |
| 3      | Yusra                  | Dora Abodi                                |
| 3      | Julia                  | Haze&Glory                                |
| 3      | Lara Shirin            | Tom Rebl                                  |
| 5      | Julia Jasmin Taynara   | Indie Magazine                            |
| 5      | Luana                  | Shape Magazine                            |
| 5      | Elena K. Fata Elena C. | Fashion Avenue News Magazine              |
| 7      | Luana                  | Maybelline New York (Berlin Fashion Week) |
| 9      | Elena C.               | Heidi Klum Intimates                      |
| 10     | Elena C.               | Philips                                   |
| 11     | Jasmin                 | Boulezar                                  |
| 12     | Kim                    | Opel                                      |
| 13     | Fata                   | Gillette Venus                            |
| Finale | Kim Fata               | Blink Gallery (Shanghai Fashion Week)     |
| Finale | Jasmin                 | Cindy Soong (Shanghai Fashion Week)       |
| Finale | Elena C. Kim           | Alicia Lee (Shanghai Fashion Week)        |
| Finale | Jasmin Fata            | YUZZO (Shanghai Fashion Week)             |
| Finale | Kim Taynara Elena C.   | Helen Lee (Shanghai Fashion Week)         |
| Finale | Fata Kim               | Fengyi Tan (Shanghai Fashion Week)        |

## Teilnehmerinnen
| Finalistinnen der 11. Staffel *                           | Finalistinnen der 11. Staffel * | Finalistinnen der 11. Staffel * | Finalistinnen der 11. Staffel * | Finalistinnen der 11. Staffel *                | Finalistinnen der 11. Staffel * |
| Teilnehmerin                                              | Platz                           | Alter                           | Wohnort                         | Beruf                                          | Team                            |
| --------------------------------------------------------- | ------------------------------- | ------------------------------- | ------------------------------- | ---------------------------------------------- | ------------------------------- |
| Kim Hnizdo                                                | 1                               | 19                              | Bad Homburg vor der Höhe        | Studentin (Jura)                               | Michalsky                       |
| Elena Carrière                                            | 2                               | 19                              | Hamburg                         | Abiturientin                                   | Hayo                            |
| Fata Hasanovic**                                          | 3                               | 20                              | Berlin                          | Studentin (Lehramt)                            | Hayo                            |
| Jasmin Lekudere                                           | 4                               | 20                              | Dornbirn                        | Schülerin                                      | Hayo                            |
| Taynara Joy Silva Wolf                                    | 5                               | 19                              | Stadtlohn                       | Studentin (Media Acting)                       | Hayo                            |
| Endrundenteilnehmerinnen der 11. Staffel *                |                                 |                                 |                                 |                                                |                                 |
| Teilnehmerin                                              | Platz                           | Alter                           | Wohnort                         | Beruf                                          | Team                            |
| Lara Helmer                                               | 6                               | 20                              | München                         | Schülerin                                      | Michalsky                       |
| Elena Kilb                                                | 7                               | 19                              | Mühldorf am Inn                 | Studentin (BWL)                                | Hayo                            |
| Luana Genevieve Florea                                    | 8                               | 20                              | Bukarest                        | Studentin (Textildesign)                       | Michalsky                       |
| Laura Bleicher                                            | 9                               | 19                              | Ingolstadt                      | Studentin (Medienmanagement)                   | Michalsky                       |
| Laura Franziska Blank                                     | 10                              | 21                              | Altenstadt                      | Auszubildende (Industriekauffrau)              | Michalsky                       |
| Julia Wulf***                                             | 11                              | 20                              | Hamburg                         | Schülerin                                      | Hayo                            |
| Camilla Cavalli                                           | 12                              | 18                              | Offenbach am Main               | Abiturientin                                   | Hayo                            |
| Lara-Kristin Bayer                                        | 13                              | 17                              | Essen                           | Schülerin                                      | Hayo                            |
| Yusra Babekr-Ali                                          | 14                              | 18                              | München                         | Schülerin                                      | Michalsky                       |
| Christin Götzke                                           | 14                              | 18                              | Siegen-Niederschelden           | Abiturientin                                   | Michalsky                       |
| Laura Bräutigam                                           | 16                              | 16                              | Murr                            | Schülerin                                      | Hayo                            |
| Jennifer Daschner                                         | 16                              | 17                              | Sulzbach-Rosenberg              | Auszubildende (Einzelhandelskauffrau)          | Hayo                            |
| Cindy Unger                                               | 18                              | 21                              | Dresden                         | Auszubildende im Außenhandel                   | Michalsky                       |
| Shirin Kelly                                              | 19                              | 24                              | Neutraubling                    | Medizinische Fachangestellte                   | Michalsky                       |
| Sophie Schweer                                            | 19                              | 20                              | Ahlen                           | Studentin (Lehramt – Deutsch und Philosophie)  | Michalsky                       |
| Saskia Böhlcke                                            | 21                              | 18                              | Hannover                        | Schülerin                                      | Hayo                            |
| Laura Penelope Baumgärtner****                            | 21                              | 19                              | Berg                            | Auszubildende (Fachfrau für Systemgastronomie) | Hayo                            |
| Friederike „Fred“ Riss                                    | 21                              | 17                              | Ratzeburg                       | Schülerin                                      | Michalsky                       |
| Luisa Bolghiran****                                       | 24                              | 19                              | Köln                            | Studentin (Design)                             | Michalsky                       |
| * Stand der Angaben zu den Teilnehmerinnen: Staffelbeginn |                                 |                                 |                                 |                                                |                                 |
| ** Bereits Teilnehmerin an Staffel 9                      |                                 |                                 |                                 |                                                |                                 |
| *** Krankheitsbedingtes Ausscheiden                       |                                 |                                 |                                 |                                                |                                 |
| **** Freiwillig ausgestiegen                              |                                 |                                 |                                 |                                                |                                 |

## Einschaltquoten
| Folgen | Zeitraum                  | Sendeplatz            | Zuschauer        | Zuschauer     | Marktanteil      | Marktanteil   | Quelle |
| Folgen | Zeitraum                  | Sendeplatz            | Durchschnittlich | 14 – 49 Jahre | Durchschnittlich | 14 – 49 Jahre | Quelle |
| ------ | ------------------------- | --------------------- | ---------------- | ------------- | ---------------- | ------------- | ------ |
| 15     | 4. Februar – 12. Mai 2016 | Donnerstag, 20:15 Uhr | 2,73 Mio.        | 1,89 Mio.     | 8,9 %            | 17,2 %        | [ 9 ]  |